# تحمل الضيق
يعدّ تحمّل الضيق بناءً ناشئَا في علم النفس تم تصويره بالعديد من الطرق المختلفة. على أية حال، فإنه يشير بوجه عام إلى «قدرة الفرد المفترضة على تحمل المشاعر السلبية و/أو غيرها من الحالات المبغضة (على سبيل المثال: عدم الراحة الجسدية)، والفعل السلوكي لتحمل الحالات الداخلية المزعجة الناتجة عن نوع من أنواع عوامل التوتر». حددت بعض تعاريف تحمل الضيق أن القدرة على تحمل هذه الأحداث السلبية تحدث في حالات توجد فيها طرق للهرب من عامل التوتر.

## القياس
في الوثائق، تتوافق الاختلافات في تصورات تحمل الضيق مع طريقتين لتقييم هذا البناء. تُقيّم قوائم جرد التقرير الذاتي بشكل أساسي فهم الفرد وتفكيره بالبنى المتعلقة بالنفس والمعرّفة بشكل واسع، وهي قياسات التقرير الذاتي لتحمل الضيق (على سبيل المثال: استطلاعات الرأي) وخصوصًا التركيز على المقدرة المدركة لتحمل حالات الضيق. تركز بعض استطلاعات الرأي بوجه خاص على تحمل الضيق العاطفي (مثلًا: مقياس تحمل الضيق)، ويركز غيرها على تحمل ضيق الحالات الجسدية السلبية (مثلًا: مقياس عدم القدرة على تحمل الضيق)، ومع ذلك تركز استطلاعات أخرى على تحمل الإحباط يكونه عملية موجعة من تحمل الضيق (مثلًا: مقياس الإحباط والضيق).
في المقابل، تُقدم الدراسات التي تتضمن التقييمات السلوكية أو السلوكية الحيوية لتحمل الضيق معلومات عن السلوك الحقيقي أكثر من مفاهيم الأفراد. تتضمن الأمثلة عن المهام المسببة للتوتر تلك المهام التي تتطلب من الفرد أن يستمر في تتبع مرآة محوسبة ضمن ظروف موقوتة (مثلًا: مهمة الاستمرار في تتبع مرآة محوسبة) أو إكمال سلسلة من المسائل الرياضية الحساسة للوقت حيث تصدر فيها الإجابات الخاطئة ضجيجًا مزعجًا (مثلًا: المهمة الإضافية التسلسلية السمعية ذات الإيقاع المحوسب). يتم تصور بعض المهام السلوكية على أنها تخمن تحمل الضيق الجسدي وتتطلب من الأفراد أن يحبسوا أنفاسهم لأطول مدة ممكنة (مهمة حبس النفس).
وبالنظر إلى كون هذا المجال من الأبحاث حديث الولادة، فإن العلاقات بين التقييمات السلوكية والإدراكية لتحمل الضيق لم تُفسّر بشكل واضح. ما يزال فصل المكونات المميزة لتحمل الضيق النفسي/العاطفي وتحمل الضيق الجسدي ضمن المهام السلوكية تحديًا في مجال الأدب.

## البنى النظرية
اقتُرحت نماذج عديدة عن الهرمية البنيوية لتحمل الضيق. تشير بعض الأعمال إلى أن التحمل الجسدي والنفسي هما بنى منفصلة. وعلى وجه الخصوص، قد ترتبط الحساسية لمشاعر القلق وتحمل الحالات العاطفية السلبية مع بعضها البعض بكونها جوانب من بناء أكبر يمثل الحساسية وتحمل التأثير بشكل عام؛ وعلى أية حال، وُجد أن الضيق المحيط بعوامل التوتر الجسدية هو بنية منفصلة بالكامل ولا ترتبط بالحساسية للحالات العاطفية. وعلى وجه الخصوص، أُجري هذا العمل التمهيدي بإجراءات التقرير الذاتي والنتائج بطبيعتها شاملة لعدة قطاعات. ينصح الكُتاب بضرورة العمل الطولي الإضافي لدعم هذه العلاقات وتوضيح اتجاهات السببية. يتسع العمل الحديث على تمايز تحمل الضيق الجسدي والعاطفي إلى بنية عالية الترتيب من تحمل الضيق التجريبي. يعتمد إطار العمل هذا على بنى التحمل التي دُرست تاريخيًا باعتبارها مختلفة عن تحمل الضيق. صيغت هذه البنى الخمسة التالية بكونها عوامل منخفضة الترتيب لبنية تحمل الضيق العالمية، وتشمل ما يلي:
- تحمل عدم اليقين أو «الميل إلى رد الفعل بشكل عاطفي أو إدراكي أو سلوكي في حالات عدم اليقين».[9]
- تحمل الغموض أو «التحمل المدرك لحالات المثيرات المعقدة و/أو الغريبة و/أو المبهمة».[10]
- تحمل الإحباط أو «المقدرة المدركة على تحمل التفاقم مثلًا: الأهداف الفاشلة في الحياة».[1]

- تحمل الحالات العاطفية السلبية أو «المقدرة المدركة على تحمل الضيق الداخلي».[3]
- تحمل الأحاسيس الجسدية أو «المقدرة المدركة على تحمل الأحاسيس الجسدية غير المريحة».[11]

يُفترض أن تحمل التوتر هو أمر متعدد الأبعاد وذلك ضمن نماذج تصور فقط تحمل الضيق بكونه المقدرة على تحمل الحالات العاطفية السلبية. يشمل هذا العمليات الفردية المتعلقة بترقب المشاعر السلبية والمرور بها مثل المقدرة الفعلية والمدركة على تحمل المشاعر السلبية، وتقييم مقبولية حالة معينة أم لا، والدرجة التي يستطيع أن يضبط بها الفرد مشاعره وسط تجربة عاطفية سلبية، وكمية الانتباه المخصص لمعالجة الشعور السلبي.

## القواعد البيولوجية
هناك عدة آليات شبكية عصبية بيولوجية مرشحة لتحمل التوتر. ترتكز هذه المناطق الدماغية المفروضة على تصور تحمل الضيق بكونه وظيفة لتعلم المكافأة. وضمن هذا الإطار، يتعلم الأفراد أن يتأقلموا مع المكافأة ويسعوا إليها؛ يتم تأطير تقليل الضغط بالهرب من عامل التوتر بطريقة مشابهة للمكافأة وبالتالي يمكن تعلمه. يختلف الأفراد من حيث سرعة ومدة إظهارهم للتفضيلات بالسعي للمكافأة أو في حالة تحمل التوتر وهم يهربون من العامل المسبب للضيق. وبالتالي، يُفترض أن مناطق الدماغ التي تتفعل خلال معالجة المكافأة وتعلمها تفيد أيضًا بكونها ركائز عصبية لتحمل الضيق. على سبيل المثال، ترتبط شدة تفعيل الخلايا العصبية للدوبامين التي تعرض على النواة المتكئة والمخطط البطني وقشرة الفص الجبهي مع القيمة المتوقعة للفرد للمكافأة الفورية خلال فترة التعلم. ومع ازدياد معدل إطلاق هذه الخلايا العصبية، يتوقع الفرد قيمًا أعلى من المكافأة الفورية. يبقى المعدل الأساسي لإطلاق الخلايا العصبية كما هو خلال الحالات التي تكون فيها القيمة المتوقعة صحيحة. عندما تكون قيمة المكافأة المتوقعة منخفضة تزداد معدلات إطلاق الخلايا العصبية عندما يتم استلام المكافأة وهو ما ينتج عنه استجابة متعلمة. عندما تكون المكافأة المتوقعة أقل من القيمة الفعلية ينخفض معدل إطلاق هذه الخلايا العصبية إلى ما دون مستويات القاعدة، وهو الأمر الذي ينتج عنه تحول متعلم يقوم بتقليل التوقعات حيال قيمة المكافأة. يُفترض أن نفس معدلات إطلاق الدوبامين هذه ترتبط مع تحمل الضيق، بحيث يكون تعلم قيمة الهرب من العامل المسبب للضيق مشابه لتقييم المكافأة المباشرة. هناك عدة نتائج سريرية محتملة إذا كانت هذه الركائز المفترضة لتحمل الضيق مثبتة. قد يشير ذلك إلى كون تحمل الضيق أمرًا مرنًا بين الأفراد؛ قد تحول حالات التدخل التي تغير معدلات إطلاق الخلايا العصبية من القيم المتوقعة للسلوكيات المعتمدة للهرب من عامل التوتر وتوفير الراحة، وبالتالي تزيد من القدرة على تحمل الضيق. قد تكون مناطق عصبية أخرى متضمنة في إدارة عملية تعلم المكافأة هذه. وُجد أن استثارة الخلايا العصبية الشوكية المتوسطة المثبطة في النواة المتكئة والمخطط البطني تدير الارتباط بين قيمة المكافأة المباشرة واحتمالية السعي للمكافأة أو الارتياح. وعند الجرذان، اتضح أن ازدياد استثارة هذه الخلايا العصبية من خلال زيادة التعبير عن بروتين ربط عنصر الاستجابة الخيمي (CREP) الذي ينتج عنه كمية مضافة من الوقت الذي فيه يبقي الجرذان ذيولهم ثابتة عند تطبيق معجون حراري مؤذ، بالإضافة إلى ازدياد كمية الوقت المستهلك ضمن الأذرع المفتوحة لمتاهة معقدة. لقد تم تصوير هذه السلوكيات بكونها مشابهة لتحمل الضيق بالاستجابة للألم والقلق.

## الارتباطات مع الأمراض النفسية
يعد تحمل الضيق موضوعًا بحثيًا ناشئًا في علم النفس السريري نظرًا لافتراض مشاركته في تطور العديد من الاضطرابات العقلية والحفاظ عليها، ويشمل ذلك اضطرابات المزاج والقلق مثل اضطراب الكآبة الرئيس واضطراب القلق العام وتعاطي المخدرات والإدمان بالإضافة إلى اضطرابات الشخصية. وعلى وجه العموم، وجدت الأبحاث على تحمل الضيق ارتباطات مع هذه الاضطرابات وتعتبر هذه الارتباطات وثيقة الصلة مع تصورات خاصة لتحمل الضيق.